# Parafia Podwyższenia Krzyża Świętego w Księżpolu
Parafia Podwyższenia Krzyża Świętego w Księżpolu – parafia należąca do dekanatu Tarnogród diecezji zamojsko-lubaczowskiej. Została utworzona w 1919. Mieści się przy ulicy Kościelnej. Prowadzą ją księża diecezjalni.
Do parafii należą wierni z następujących miejscowości: Budzyń, Księżpol, Kulasze, Marianka, Markowicze, Pawlichy, Przymiarki, Rakówka, Stare Króle, Zawadka i Zynie (część)